# Condado de Fézensac
El condado de Fézensac fue un condado situado en Francia, que abarcaba la ciudad de Auch, con el Armañac y el Astarac.

## Antigüedad
En tiempo de los romanos Fézensac estaba habitado por los ausci, que formaban parte de Novampopulania o tercera Aquitania. Los visigodos le tomaron a los romanos y a su vez fueron despojados de allí por los francos, bajo cuya dominación quedó comprendido en el ducado de Gascuña.

## Condes amovibles
Fézensac tenía, sin embargo, condes propios, pero amovibles desde tiempos de Carlomagno, como prueba una sedición que ocurrió en el año 802 con motivo del condado de Fézensac, que el rey Luis dio a Lutiardio, después de que falleciera el conde burgundio. Cesó de tener condes amovibles después de que se extinguiera el reino de Aquitania.

## Condado hereditario
García Sancho el Corvo, duque de la provincia citada, estableció en el año 920 el condado hereditario de Fézensac para dotar con él a un hijo suyo, Guillermo García, y este, cuando hizo el reparto entre sus hijos, dio Fézensac a uno de ellos, el cual a su vez desprendió de él por el Armañac, para constituir con él la dote de su segundo hijo.
Guillermo García heredó, por tanto, el citado condado y vivió bajo los reinados de Luis de Ultramar y Lotario de Francia y fue un benefactor de la iglesia de Auch. Murió por los años 960 dejando tres hijos, Otón, Bernardo y Fredelón, que dividieron su herencia en lo siguiente:
- Fézensac propiamente dicho
- El Armañac
- Señorío de Gaure

## Otón
Otón el Falta, hijo mayor de Guillermo García, tuvo Fézensac reducido a una tercera parte de su extensión e hizo varias donaciones a la iglesia de Auch.

## Azalina
Después de varios condes, Azalina o Adalmura, hija y heredera de Astanove, llevó el condado de Fézensac a la Casa de Armañac por su matrimonio con el conde Arnaldo Bernardo.

## Beatriz
Beatriz, hija del matrimonio anterior, murió hacia 1140 y no habiendo dejado posteridad, Gerardo II, conde de Armañac, como más próximo heredero, tomó posesión de Fézensac y lo integró a sus dominios.